# Full-size car

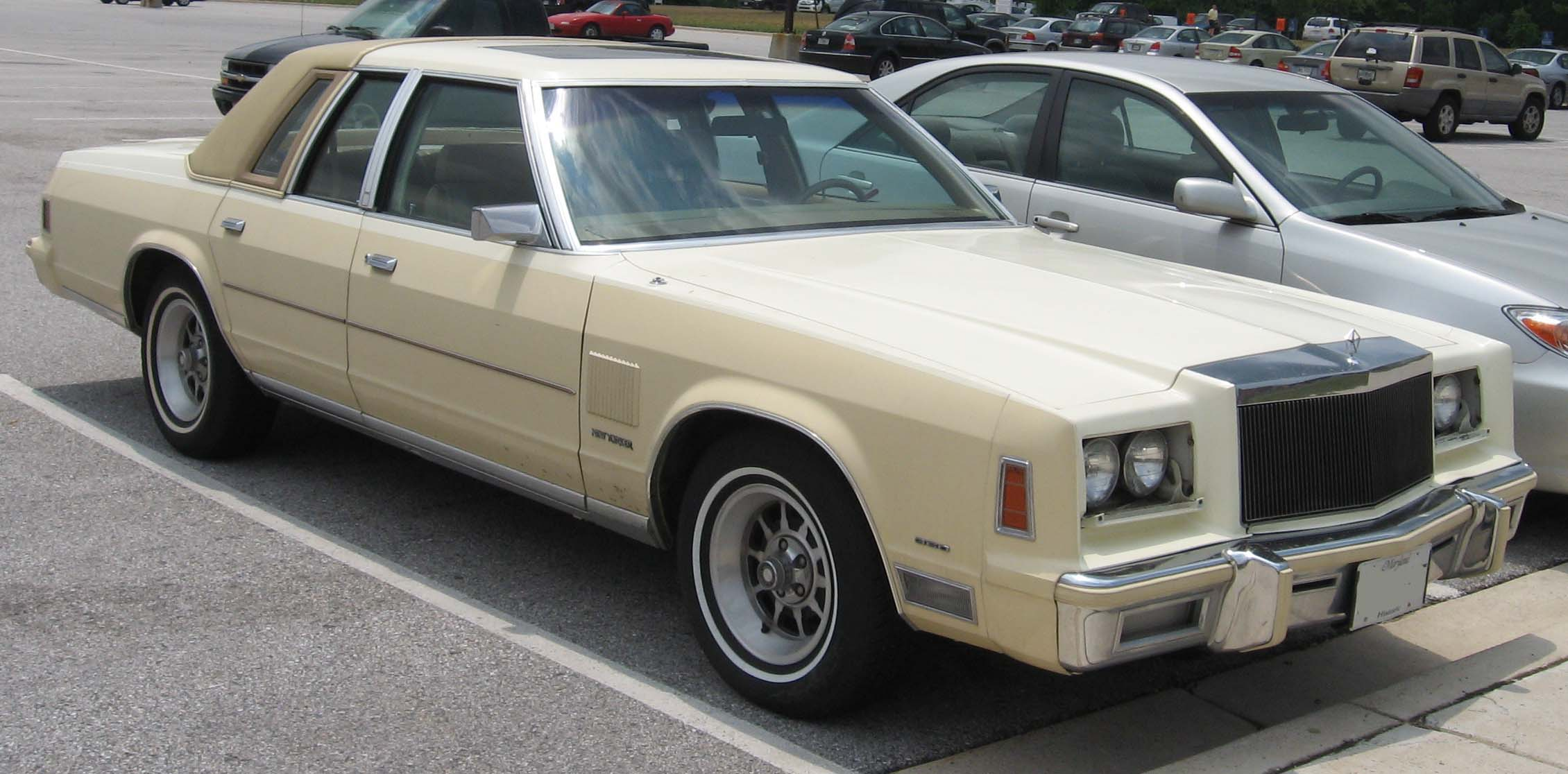
Full-size car (Chrysler New Yorker X)

Full-size car (z ang. samochód pełnowymiarowy), large car (z ang. duży samochód) – klasa samochodów osobowych w klasyfikacji amerykańskiej, oznaczająca największe samochody osobowe. Odpowiada pod względem wielkości europejskim segmentom E lub F.

## Rozkwit klasy
Pierwszym masowo produkowanym samochodem określanym w USA jako pełnowymiarowy był Ford Model T z 1908 roku.
W okresie po II wojnie światowej samochody pełnowymiarowe były przez dłuższy czas podstawową klasą samochodów w USA, przy czym różniły się znacznie ceną i wielkością. W największej liczbie były produkowane określane w ten sposób, stosunkowo niedrogie samochody, pod popularnymi markami trzech dominujących koncernów: Ford, Chevrolet i Plymouth. Droższe i często większe samochody, tak zwanego średniego segmentu cen (mid-price), produkowane były pod różnymi bardziej prestiżowymi markami, jak np. Oldsmobile, Pontiac lub Mercury, lecz były klasyfikowane tak samo jako pełnowymiarowe pod względem wielkości. Odrębnie wyróżniano luksusowe marki, jak Cadillac, Lincoln lub Chrysler, pod którymi produkowano zazwyczaj większe samochody, ale również nie stanowiły one odrębnie wyróżnianego segmentu pod względem wielkości (ang. full-size luxury car). Przykładowo, w 1952 roku popularny pełnowymiarowy Ford miał rozstaw osi 292 cm (115 cali), Oldsmobile – 315 cm (124 cale), a Cadillac – od 320 cm (126 cali) do 373 cm (146,8 cali).
Mniej popularne były samochody mniejszych klas, produkowane początkowo przez niszowych producentów lub importowane. Za samochód średniej wielkości uważany był np. Rambler z 1957 roku, o rozstawie osi 274 cm (108 cali). W latach 60. samochody określane w USA jako kompaktowe oraz średniej wielkości zaczęły być wprowadzane do oferty także dużych producentów, aczkolwiek samochody średniej wielkości osiągnęły wkrótce rozmiary uznawane wcześniej za pełnowymiarowe.

## Zdefiniowanie klasy
W 1977 roku Agencja Ochrony Środowiska Stanów Zjednoczonych (EPA) wprowadziła definicje klas samochodów osobowych obowiązujące w USA od tej pory, ze względu na objętość miejsca wewnątrz dla pasażerów i bagażu (ang. interior volume index). Jako duże samochody (ang. large cars) zdefiniowano samochody o objętości wnętrza wynoszącej co najmniej 120 stóp sześciennych (3398 l / 3,398 m³), a w przypadku nadwozi kombi, co najmniej 160 stóp sześciennych (4531 l / 4,531 m³). Bezpośrednio niższą kategorią są średnie samochody (ang. midsize cars), o objętości wewnątrz co najmniej 110 stóp sześciennych (3,115 m³), a mniejszej niż 120 stóp sześciennych, a w przypadku kombi co najmniej 130 stóp sześciennych (3,681 m³), a mniejszej niż 160 stóp sześciennych.

## Schyłek klasy
Pomimo rosnącej popularności samochodów średniej wielkości w latach 60. XX wieku, dopiero kryzys paliwowy w latach 70. spowodował koniec dominacji w USA samochodów pełnowymiarowych. Począwszy od lat 80. i 90. XX wieku klasa ta była w jeszcze większym stopniu wypierana w roli samochodów rodzinnych przez samochody średniej wielkości, a także nowe klasy vanów i SUV.

## Wybrani przedstawiciele
XXI wiek:
- Buick LaCrosse[11]
- Chevrolet Impala[11]
- Chrysler 300[11]
- Ford Taurus[11]
- Nissan Maxima[11]
- Toyota Avalon[11]